# Apochinomma bilineatum
Apochinomma bilineatum är en spindelart som beskrevs av Cândido Firmino de Mello-Leitão 1939. 
Apochinomma bilineatum ingår i släktet Apochinomma och familjen flinkspindlar. Inga underarter finns listade i Catalogue of Life.